# Gustaf Moerman
Gustavus (Gustaf) Aloïsius Moerman (Ieper, 3 december 1842 – 28 november 1905) was een Belgisch componist, muziekpedagoog en dirigent. Hij was de tweede van 16 kinderen van de componist, leraar en organist Pieter Moerman (1818-1907) en Melanie Virginie Maertens; ook zijn broers Jules Moerman (1841-1901), Prosper Moerman (1848-1902) en Hendrik Moerman (1861-1940) waren in het muziekleven in en om Ieper bezig.

## Levensloop
Gustaf kreeg - evenals zijn broers - zijn eerste muziekles van zijn vader. Hij werd in 1872 dirigent van de pas opgerichte zangvereniging Lyre Ouvrière. Op 12 januari 1873 gaf dit koor in de Stads-Toneelzaal een vocaal en instrumentaal concert met medewerking van zijn broer Jules Moerman aan de piano en de zanger De Cuyper dat werd opgedragen aan de ereleden van de vereniging. Verder was hij dirigent van de gemeentelijke fanfare van Passendale.
Als componist schreef hij werken voor verschillende genres.

## Composities

### Werken voor harmonie- of fanfareorkest
- Air varié, voor tuba solo en harmonie- of fanfareorkest
- Grote Fantasie voor militair harmonieorkest, op. 23

### Vocale muziek

#### Liederen
- Si vous m'amez, romance voor zangstem en piano

### Werken voor piano
- Le dernier baiser uit "Grote Fantasie voor militair harmonieorkest"